# David Plummer
Pour les articles homonymes, voir Plummer.
David Plummer (né le 9 octobre 1985 à Norman dans l'Oklahoma) est un nageur américain spécialiste des du dos crawlé. En 2013, il devient vice-champion du monde sur 100 m dos crawlé. 

## Carrière
Lors des championnats du monde de 2010 en petit bassin, David Plummer est membre du relais américain sacré champion du monde du relais 4x100 m 4 nages. David Plummer ne dispute que les séries. Sur le plan individuel, il participe au 50 m (éliminé en demi-finale) et 100 m dos (il se classe 6e de la finale). 
En 2011, il participe aux championnats du monde en grand bassin. Il termine 5e en finale du 100 m dos avec un temps de 53 s 04. Il se classe également 5e en finale du 50 m dos avec un temps de 24 s 92. Il est membre du relais 4x100 m 4 nages qui devient champion du monde mais il ne participe qu'aux séries. 
Lors des championnats du monde en grand bassin de 2013, il devient vice-champion du monde sur 100 m dos, en 53 s 12, derrière son compatriote Matt Grevers. 

## Palmarès

### jeux olympiques
Rio 2016
Médaille de Bronze au 100m dos

### Grand bassin
- Championnats du monde 2011 à Shanghai ( Chine) :
  -  Médaille d'or au titre du relais 4 × 100 m 4 nages (il nage lors des séries).

- Championnats du monde 2013 à Barcelone ( Espagne)  :
  -  Médaille d'argent du 100 m dos.

### Petit bassin
- Championnats du monde en petit bassin 2010 à Dubaï ( Émirats arabes unis) :
  -  Médaille d'or au titre du relais 4 × 100 m 4 nages (il nage lors des séries).